# ギフト・オーサーシップ
ギフト・オーサーシップ（ギフトオーサーシップ、英: gift authorship）は、創作の知的作業に貢献していない人物を著者に加えること。学術においては研究不正の一種。
オーサーシップの共通理解が進んでいないこともあり、学術の世界では蔓延していると言われる。
大学教員の選考基準や昇任基準に論文の本数が採用されているため、重大な不正である。
ギフトオーサーシップを受け入れることで不正論文の共著者になる危険性もある。
年長者を優先するような文化圏では、ギフトオーサーシップを行って良いとしてしまう風潮があると言われる。